# Ортоверо
Ортоверо (італ. Ortovero, ліг. Ortoê) — муніципалітет в Італії, у регіоні Лігурія, провінція Савона.
Ортоверо розташоване на відстані близько 430 км на північний захід від Рима, 80 км на південний захід від Генуї, 45 км на південний захід від Савони.
Населення — 1600 осіб (2014).
Щорічний фестиваль відбувається 31 грудня. Покровитель — San Silvestro.

## Демографія
Населення за роками:

Станом на 1 січня 2023 року в муніципалітеті офіційно проживало 209 іноземців з 25 країн, серед них 19 громадян країн Євросоюзу та 4 громадяни України.

## Сусідні муніципалітети
- Альбенга
- Арнаско
- Казанова-Лерроне
- Онцо
- Вендоне
- Вілланова-д'Альбенга